# Satan (musikgrupp)
Satan är ett brittiskt heavy metal band som bildades 1979. Satan brukar räknas till New Wave of British Heavy Metal.

## Medlemmar
Nuvarande medlemmar
- Steve Ramsey – gitarr (1979–1984, 1985–1988, 2004, 2011– )
- Russ Tippins – gitarr (1979–1984, 1985–1988, 2004, 2011– )
- Graeme English – basgitarr (1980–1984, 1985–1988, 2004, 2011– )
- Sean Taylor – trummor (1983–1984, 1985–1988, 2011– )
- Brian Ross – sång (1983–1984, 2004, 2011– )

Tidigare medlemmar
- Steven Bee – basgitarr (1979–1980)
- Andy Reed – trummor (1979–1981)
- Steve Allsop – sång (1979–1981)
- Andrew Frepp – sång (1979)
- Ian McCormack – trummor (1981–1983)
- Trevor Robinson – sång (1981–1982)
- Lou Taylor – sång (1982, 1984)
- Ian "Swifty" Swift – sång (1982–1983)
- Michael Jackson – sång (1985–1988)

Turnerande medlemmar
- Gary "Ecky" Westgate – gitarr (1983)
- Phil Brewis – trummor (2004)

## Diskografi
Demo
- The First Demo (1981)
- Into the Fire (1982)
- Dirt Demo '86 (1986)

Studioalbum
- Court in the Act (Roadrunner Records), (1983)
- Suspended Sentence (Steamhammer), (1987)
- Life Sentence (Listenable Records), (2013)
- Atom by Atom (Listenable Records), (2015)
- Cruel Magic (Metal Blade Records), (2018)

Livealbum
- Live in the Act (Metal Nation Records), (2004)
- Trail of Fire - Live in North America (Listenable Records), (2014)

EP
- Into the Future (Steamhammer), (1986)

Singlar
- "Kiss of Death" / "Heads Will Roll" (Guardian Records n' Tapes), (1982)
- "The Doomsday Clock" / "Catacombs" (Metal Blade Records), (2018)

Samlingsalbum
- Into the Fire / Kiss of Death (Buried by Time and Dust Records), (2011)
- The Early Demos (Death Rider Records), (2011)